# Włodzimierz Rechowicz
Włodzimierz Rechowicz – polski koszykarz, wielokrotny medalista mistrzostw Polski.

## Osiągnięcia
- Mistrz Polski (1971)
- Wicemistrz Polski (1970)
- Brązowy medalista mistrzostw Polski (1968)